# メイラン
メラン（Meyrin (フランス語発音: [mɛʁɛ̃])）は、スイス連邦ジュネーヴ州の北部に位置する基礎自治体（コミューン）。ジュネーヴ州のグラン＝サコネ、サティニー、ヴェルニエのコミューンのほか、また北側をフランス・アン県との国境に囲まれている。
コミューンの北東側フランス国境をまたいでジュネーヴ・コアントラン国際空港の敷地、北の国境をまたいで欧州原子核研究機構 (CERN) がある。
また、時計・宝飾品のショパールの本社があるほか、ヒューレット・パッカードが欧州中近東アフリカ統括本部を置いている。